# اسپانیا در المپیک تابستانی ۱۹۷۲

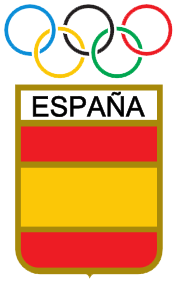
گرمای تابستان با هیجان فوتبال

اسپانیا در بازی‌های المپیک تابستانی ۱۹۷۲ که در شهر مونیخ برگزار شد، کاروان اسپانیا با ۱۲۰ ورزشکار در این رقابت‌ها شرکت کرد و موفق به کسب ۱ مدال (۰ طلا، ۰ نقره، ۱ برنز) شد. در جدول رتبه‌بندی توزیع مدال‌ها، اسپانیا در ردهٔ ۴۳ مسابقات قرار گرفت.